# Cir (rètor)
Cir (en grec antic: Κύρος, llatí: Cyrus) fou un rètor de l'antiga Grècia de data incerta autor d'una obra intitulada Περὶ Διαφορᾶς Στάσεων.
Fabricius li atribueix (amb alguns dubtes, perquè és anònima) una altra obra, de nom Προβλήματα Ρητορικὰ εἰς Στάσεις.